# دنی هوکمن

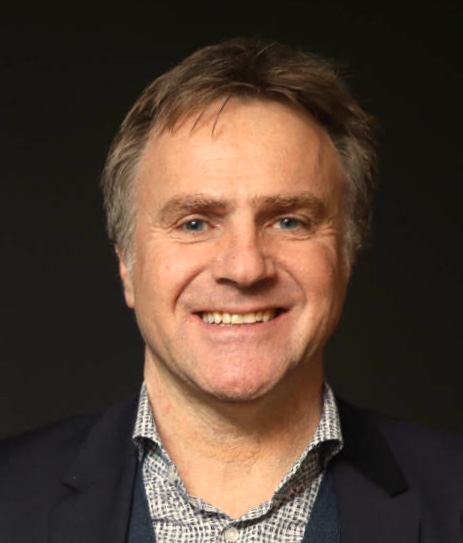
دنی هومکن

دنی هوکمن (هلندی: Danny Hoekman؛ زادهٔ ۲۱ سپتامبر ۱۹۶۴) مربی فوتبال اهل هلند است.

## باشگاهی
از باشگاه‌هایی که در آن بازی کرده‌است می‌توان به باشگاه فوتبال ان. ئی. سی، و باشگاه فوتبال منچستر سیتی، باشگاه فوتبال رودا جی‌سی کرکراد، باشگاه فوتبال فنلو، باشگاه فوتبال دن هاگ، باشگاه فوتبال ساوت‌همپتون، باشگاه فوتبال دن هاگ، باشگاه فوتبال ان. ئی. سی، و باشگاه فوتبال منچستر سیتی اشاره کرد.